# 三代直樹
三代 直樹（みしろ なおき、1977年3月16日 -  ）は、日本の陸上競技選手。陸上競技指導者。専門は長距離種目。島根県松江市出身。島根県立松江商業高等学校、順天堂大学卒業。富士通陸上競技部所属。世界陸上選手権エドモントン大会日本代表。身長166cm、体重53kg。

## 略歴・人物
順天堂大学時代は長距離トラック種目を中心に優れた結果を残し、日本インカレではダニエル・ジェンガや小林雅幸、山本佑樹（日本大学）らと頂点を競い、4年時（1998年）には5000m・10000mともに優勝を飾った。駅伝では、箱根駅伝に1年（1996年）から出場し、2年時1997年以降順天堂大学のエースとして、当時の駒澤大学のエース藤田敦史、東海大学の諏訪利成らと名勝負を演じた。4年時（1999年）の箱根駅伝では、花の2区で渡辺康幸の区間記録を2秒更新する1時間06分46秒をマークし順天堂大学の箱根駅伝総合優勝に貢献した。この記録は2008年メクボ・ジョブ・モグス（山梨学院大学）によって23秒更新された。ただし、20km地点ではモグスは三代の記録を1分近く上回っており、難所で知られる最後の約3kmを三代がいかに快走したかを物語る。その後も「2区日本人最速」として長く君臨した記録は、2019年に順大の後輩である塩尻和也が1時間06分45秒で走り抜き、20年ぶりに塗り替えられた。
富士通入社後は、1999年にスペイン・パルマ・デ・マヨルカで開かれたユニバーシアードで5000m銅メダル10000m銀メダルに輝き、日本選手権では入賞を果たすなど結果を残し、エドモントン世界選手権をはじめとする国内外の主要大会に出場した。2003年には東京国際マラソンで初マラソンを走り、2時間10分33秒で4位に入った。しかし社会人になってからは坐骨神経痛や度々「脚が抜ける」ような症状に悩まされ、2008年の姫路城ロードレース大会を最後に競技生活現役を引退した。現在は富士通の広報を務める。

## 主な戦績
| 年   | 大会                       | 区間 | 距離   | 結果    | タイム        | etc.       |
| ---- | -------------------------- | ---- | ------ | ------- | ------------- | ---------- |
| 1994 | 富山インターハイ           |      | 5000m  | 5位     | 14分21秒02    |            |
| 1996 | 第72回箱根駅伝             | 1区  | 21.4km | 区間3位 | 1時間03分33秒 |            |
| 1996 | 世界ジュニア選手権         |      | 10000m | 7位     |               |            |
| 1996 | 第65回日本インカレ         |      | 5000m  | 2位     | 13分48秒13    |            |
| 1996 | 第65回日本インカレ         |      | 10000m | 2位     | 29分06秒61    |            |
| 1997 | 第73回箱根駅伝             | 2区  | 23.2km | 区間8位 | 1時間13分23秒 |            |
| 1997 | 第19回ユニバーシアード     |      | 5000m  | 4位     | 14分01秒90    |            |
| 1997 | 第19回ユニバーシアード     |      | 10000m | 7位     | 28分41秒12    |            |
| 1997 | 第66回日本インカレ         |      | 5000m  | 2位     | 14分01秒54    |            |
| 1997 | 第66回日本インカレ         |      | 10000m | 2位     | 29分18秒60    |            |
| 1997 | 第9回出雲駅伝              | 6区  | 11.3km | 区間賞  | 33分47秒      |            |
| 1998 | 第74回箱根駅伝             | 2区  | 23.2km | 区間3位 | 1時間08分18秒 |            |
| 1998 | 第67回日本インカレ         |      | 5000m  | 優勝    | 13分46秒91    |            |
| 1998 | 第67回日本インカレ         |      | 10000m | 優勝    | 28分30秒87    |            |
| 1998 | 第10回出雲駅伝             | 6区  | 11.3km | 区間賞  | 33分20秒      |            |
| 1999 | 第75回箱根駅伝             | 2区  | 23.2km | 区間賞  | 1時間06分46秒 | 区間新記録 |
| 1999 | 第27回世界クロスカントリー |      | 12km   | 103位   | 44分23秒      |            |
| 1999 | 第83回日本選手権           |      | 5000m  | 5位     | 13分52秒16    |            |
| 1999 | 第20回ユニバーシアード     |      | 5000m  | 3位     | 13分39秒10    |            |
| 1999 | 第20回ユニバーシアード     |      | 10000m | 2位     | 29分39秒14    |            |
| 2000 | 第84回日本選手権           |      | 10000m | 5位     | 27分59秒39    |            |
| 2000 | 第84回日本選手権           |      | 5000m  | 3位     | 13分36秒79    |            |
| 2001 | 第85回日本選手権           |      | 10000m | 4位     | 28分25秒18    |            |
| 2001 | 世界陸上エドモントン大会   |      | 10000m | 22位    | 28分42秒68    |            |
| 2003 | 第24回東京国際マラソン     |      |        | 4位     | 2時間10分33秒 |            |
| 2007 | 第61回福岡国際マラソン     |      |        | 9位     | 2時間12分56秒 |            |

## 自己記録
- 5000m 13分36秒79（2000年）
- 10000m 27分59秒39（2000年）
- マラソン 2時間10分33秒（2003年）